# Horitzó arqueològic
Horitzó arqueològic és una convenció utilitzada pels investigadors per a l'estudi d'un període de cultura material (art i artefactes comuns), àmpliament difós en un jaciment arqueològic o, més habitualment, sobre una gran àrea geogràfica, i que constitueix un nivell diferenciat en la seqüència arqueològica de tal jaciment o regió.
Aquest terme és utilitzat per a designar una sèrie de relacions estratigràfiques que formen una fase arqueològica o són part del procés per a determinar les fases arqueològiques d'un jaciment. Un horitzó arqueològic ha de ser entès com una ruptura en contextos formats dins d'una matriu d'Harris, denotant un canvi d'època en un jaciment determinat mitjançant la delimitació en el temps de les troballes oposades dins del context arqueològic.

## Exemples d'ús
El seu ús és poc freqüent en l'arqueologia euroasiàtica, i és més habitual en l'americana. A l'àrea andina, per exemple, s'utilitza per a identificar els processos de formació i ruptura de grans unitats socioculturals relacionades entre si per motius polítics, religiosos o econòmics:
- L'horitzó primerenc estaria lligat a l'expansió de la iconografia chavín i certes tècniques tèxtils innovadores associades.
- L'horitzó mitjà, a la producció metal·lúrgica del coure i bronze identificades amb Tiahuanaco i Huari.
- L'horitzó tardà, a l'expansió inca.[2]
- L'horitzó dels sepulcres d'ocre, amb el qual s'identifiquen els elements de ruptura associats a la denominada per Marija Gimbutas invasió dels kurgans, detectant-se nous ritus funeraris, elements materials nous com la destral de combat de pedra o la ceràmica cordada, l'ús del cavall, etc. Enterraven els seus morts individualment sota un túmul i coberts d'ocre, d'aquí el nom.[3]
- El Dark Earth horizon (terra negra o fosca) d'Anglaterra, que separa els artefactes romans dels posteriors artefactes natius, i mitjançant el qual es pot apreciar l'abandó de les àrees urbanes de la Britania romana durant el segle ii.
- L'horitzó campaniforme, que tipifica un període i un vast espai caracteritzats per una cultura material que incorpora per primera vegada a les regions en les quals es desenvolupa (gairebé tota l'Europa occidental) la metal·lúrgia, primer del coure i posteriorment del bronze.[4] Això va ser possible gràcies a la creació d'un dens entramat comercial desconegut fins llavors, la qual cosa va representar un revolucionari canvi cultural constatat per l'arqueologia. Els seus artefactes característics van ser el vas campaniforme, els punyals de llengüeta i les puntes de fletxa tipus Palmela, tots dos de coure; els braçalets d'arquer; els botons d'os amb perforació en V; etc.

El terme és usat de vegades d'una manera una mica incorrecta, en comptes de les paraules nivell o estrat:
- Els horitzons A, B i C de la cultura de la ceràmica cordada al sud d'Alemanya (també denominats steps/esglaons, A, B i C), contemporanis de la campaniforme però amb els seus propis elements culturals característics, com van ser la ceràmica cordada, la destral de guerra votiva, l'ús de cavalls i vehicles de rodes, etc.[5] Estan associats també a la introducció de la metal·lúrgia a les regions per on es va estendre (Europa central, del Nord i oriental), així com a la difusió d'algunes llengües indoeuropees.